# Palladium (mythologie)
Pour les articles homonymes, voir Palladium (homonymie).

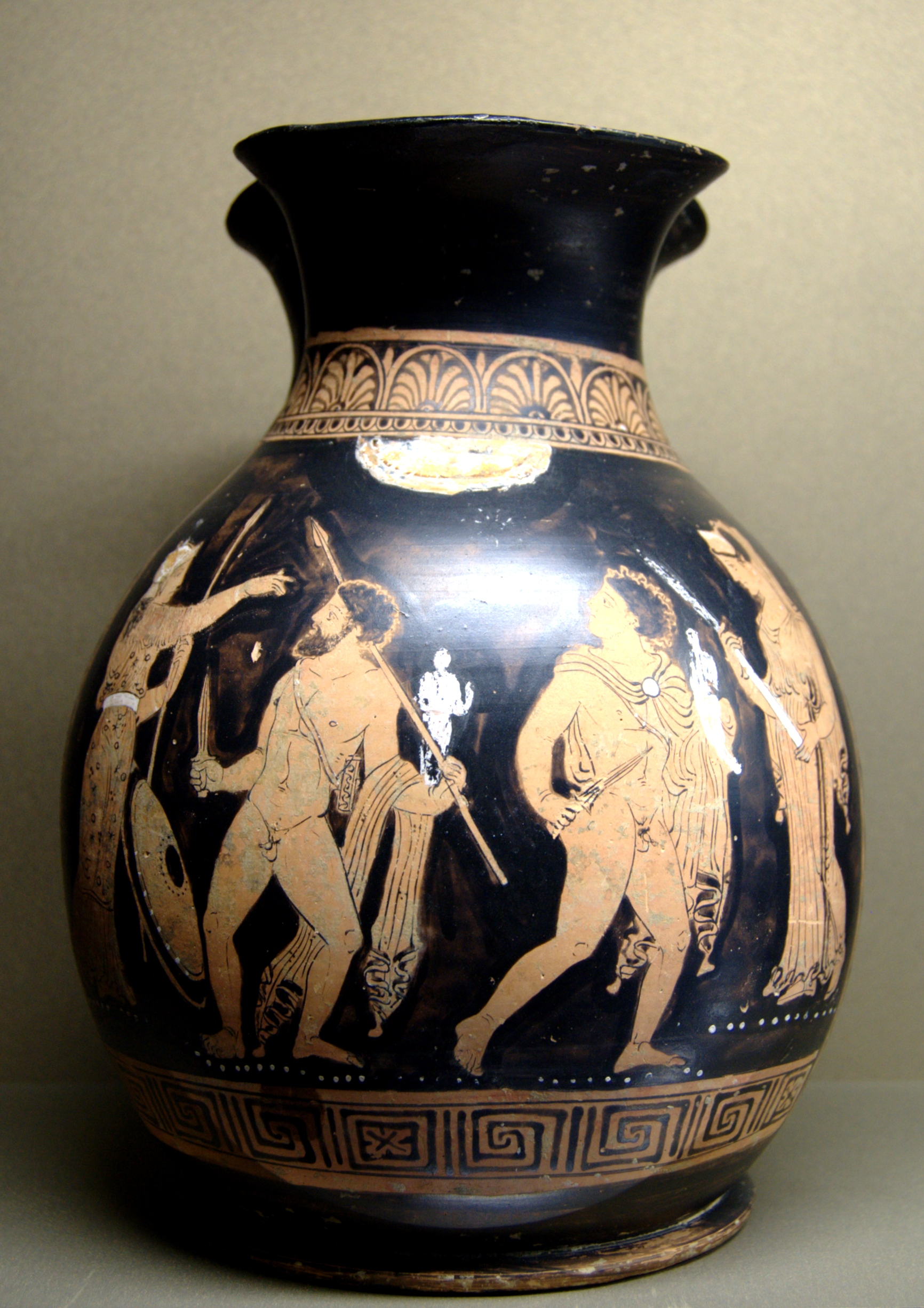
Ulysse et Diomède dérobent le Palladion, œnochoé du Cercle du Peintre de l'Ilioupersis, vers 360-350 av. J.-C., musée du Louvre.

Dans la mythologie grecque, le Palladium ou Palladion (en grec ancien Παλλάδιον / Palládion) était une statue sacrée de Pallas Athéné en armes, portant la javeline et l'égide d'Athéna.

## Mythe

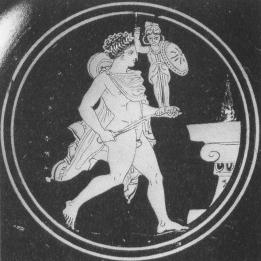
Diomède portant le Palladium s'approche d'un autel.

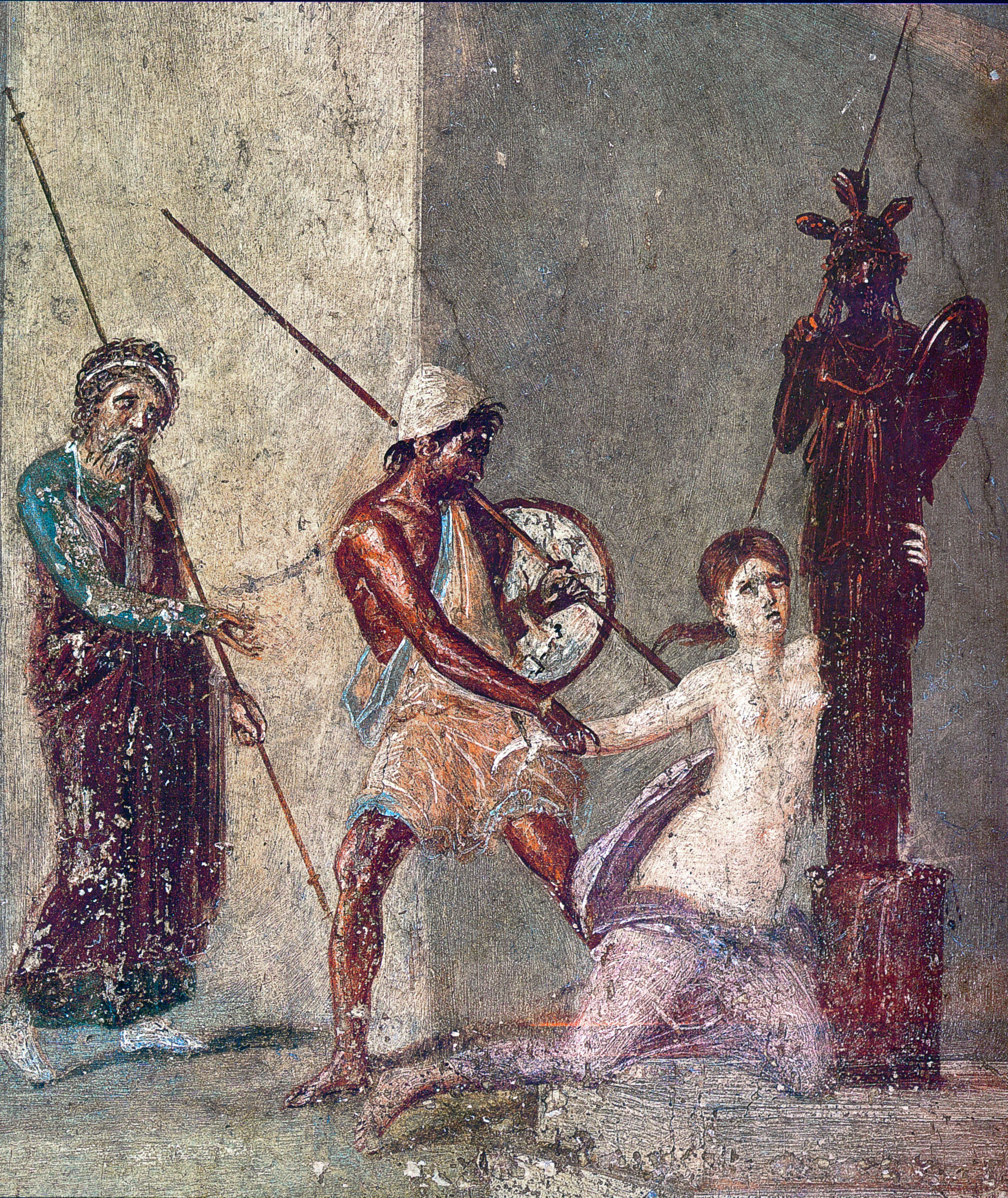
Ajax le Petit traîne Cassandre loin du Palladium auprès duquel elle s'était réfugiée. Détail d'une fresque romaine de l'atrium de la maison de Ménandre (I 10, 4) à Pompéi.

Après qu'elle eut tué accidentellement Pallas, sa compagne de jeu, Athéna façonna une statue à son image, le Palladion, qu'elle plaça aux côtés de Zeus. Un jour, Électre, cherchant à échapper à Zeus, se réfugia derrière la statue. Furieux, Zeus jeta l'effigie du haut du ciel. Ilos, fondateur éponyme de Troie (Ilion), la trouva devant sa tente et la rapporta à Troie où il fonda un temple pour l'honorer. Elle conféra alors l'inexpugnabilité à la cité.
Lors du siège de Troie, le Palladion devint un enjeu majeur. Hélénos, capturé par Ulysse, révéla que Troie ne tomberait pas tant qu'elle abriterait la statue. Selon la tradition grecque, elle fut alors dérobée par Ulysse et Diomède qui la rapportèrent au navire. Selon la tradition romaine, elle fut emportée par Énée en Italie et fut ultérieurement placée dans le temple de Vesta, à Rome, où elle demeura plusieurs siècles sous la garde des vestales.

## Le Palladion en Grèce
Plusieurs cités grecques prétendaient détenir le Palladion authentique ; parmi ces reliques, une est légendairement conservée à Athènes. Il s’agit d’un xoanon, une statue de bois grossièrement taillé, conservée dans un temple de la vallée de l’Ilissós. Il arrive à Athènes quand Démophon massacre les Argiens qui le transportaient et venaient d’aborder à Athènes. Acquis au prix d’un massacre, le Palladion est plongé dans la mer pour le purifier puis installé dans un nouveau temple. Cette fondation se double de celle du tribunal du Palladion, destiné à juger les meurtriers d’étrangers, et dont Démophon est le premier justiciable.
Lors la fête des plyntéria, un xoanon d’Athéna était lavé dans l’eau de mer. Il y a discussion pour savoir s’il s’agissait du Palladion ou du xoanon d’Athéna Polias.

## Le Palladium à Rome
Un objet réel considéré comme le Palladium a sans doute été conservé pendant plusieurs siècles dans le temple de Vesta sur le Forum romain. Il était considéré comme l'un des pignora imperii (en), des objets sacrés gages de la continuité de la cité de Rome ou gages de la domination romaine (imperium).
Les Nautii, patriciens membres de la gens romaine Nautia, une des plus anciennes de la cité, prétendaient descendre de Nautes ou Nautius, un compagnon d'Énée. C'est pourquoi ses descendants, les Nautii auraient protégé et entretenu le Palladium jusqu'à l'époque romaine,,.
Au IIIe siècle avant notre ère, en 241 av. J.-C., un incendie détruisit le temple de Vesta et menaça de détruire le Palladium et d'autres objets sacrés. Le Pontifex maximus de l'époque, Lucius Caecilius Metellus, se jeta sans hésiter au milieu des flammes pour les sauver et réapparut avec le symbole tutélaire de la première Rome. Cependant, ses yeux furent gravement blessés par la chaleur intense et il devint aveugle, ce pour quoi le Sénat lui accorda le privilège de se rendre en char à la Curie,,,,,. Cicéron affirme que c'est la vue des objets sacrés qui le rendit aveugle, et non l'incendie. En souvenir de cette noble réalisation de leur ancêtre, les Caecilii commencèrent à frapper l'image de Pallas sur leurs monnaies consulaires.
L’empereur Héliogabale, lors de l’une de ses frasques, prit la route de Rome avec une procession qui transportait une pierre noire sur un char d'or conduit par des chevaux blancs qu'il conduisait à reculons — pratique du rite réservée aux prêtres — jusqu’au Palatin qu’il atteignit durant l'été 219.

« Il fit construire et consacra à Héliogabale un temple sur le mont Palatin auprès du palais impérial ; il y fit transporter tous les objets de la vénération des Romains : la statue de Junon, le feu de Vesta, le Palladium et les boucliers sacrés. [...] Il disait en outre que les religions des Juifs et des Samaritains, ainsi que le culte du Christ, seraient transportés en ce lieu, pour que les mystères de toutes les croyances fussent réunis dans le sacerdoce d’Héliogabale. Les religions nouvelles d’Isis, de Sérapis, ou de Cybèle, de Mithra ou des Chrétiens, avaient leurs adorateurs à Rome, sans menacer pour autant le vieux panthéon romain. Mais Héliogabale semble vouloir imposer son dieu comme unique, au-delà de son assimilation à Jupiter. Les Romains furent vraiment scandalisés lorsqu'il enleva la grande Vestale Aquila Severa pour l'épouser, désir de syncrétisme symbolique, "pour que naissent des enfants divins", dira-t-il au Sénat. Mais, peu porté sur la gent féminine, Héliogabale ne la touchera jamais et s'en séparera rapidement. »

Dans l'Antiquité tardive, la rumeur disait que le Palladium avait été transféré de Rome à Constantinople par Constantin le Grand et enterré sous la colonne de Constantin dans son forum. Une telle démarche aurait porté atteinte à la primauté de Rome et a été naturellement considérée comme une démarche de Constantin visant à légitimer son règne et sa nouvelle capitale.

## Sens dérivés
Autrefois, le terme « palladium » était parfois utilisé pour désigner un élément dont la préservation est primordiale, mais cet usage est maintenant peu répandu, le terme étant essentiellement utilisé pour désigner l'élément chimique correspondant.
On utilise cependant encore le terme « palladium » pour désigner un objet symbolique, le plus souvent une statue sacrée, qui est l'emblème mystique national d'un pays, comme le Bouddha d'émeraude pour la Thaïlande, ou une pierre sacrée comme la pierre noire de La Mecque.

## Sources
- Pseudo-Apollodore, Bibliothèque [détail des éditions] [lire en ligne], III, 12, 3.
- Hérodote, Histoires [détail des éditions] [lire en ligne], IV, 189.
- (en) Petite Iliade [détail des éditions] [lire en ligne], fr. 11 Martin L. West = Hésychios, Lexique, δ 1881.
- Pausanias, Description de la Grèce [détail des éditions] [lire en ligne], I, 28, 9.
- (en) Le Sac de Troie [détail des éditions] [lire en ligne], fr. 4 West = Denys d'Halicarnasse, Antiquités romaines [détail des éditions] [lire en ligne], I, 69, 3.